# ラグージー・ボーンスレー3世
ラグージー・ボーンスレー3世（Raghuji Bhonsle III, 1807年 - 1853年12月11日）は、中央インド、ボーンスレー家の当主およびナーグプル藩王国の君主（在位：1818年 - 1853年）。バープー・サーヒブ（Bapu Sahib）とも呼ばれる。

## 生涯
1807年、ボーンスレー家の当主ラグージー・ボーンスレー2世の孫として生まれた。ただし、成年を1806年または1808年とする場合もある。
1818年3月15日、当主のマードージー・ボーンスレー2世がイギリスに投獄されたことにより、ラグージー・ボーンスレー2世の妃によって養子とされ、ラグージー・ボーンスレー3世として当主位を継承した。
第三次マラーター戦争の結果、ボーンスレー家はイギリス統治下のもと、その主権に従属する藩王国として存続を許されていた。
1853年12月11日、ラグージーは死亡した。彼には3人の娘がいたものの、息子は一人もいなかった。そのため、1854年3月13日にイギリスはラグージーの末期養子に相続を相続を認めず、ナーグプル藩王国を「失権の原理」に基づいて併合した。